# Ashtadhatu

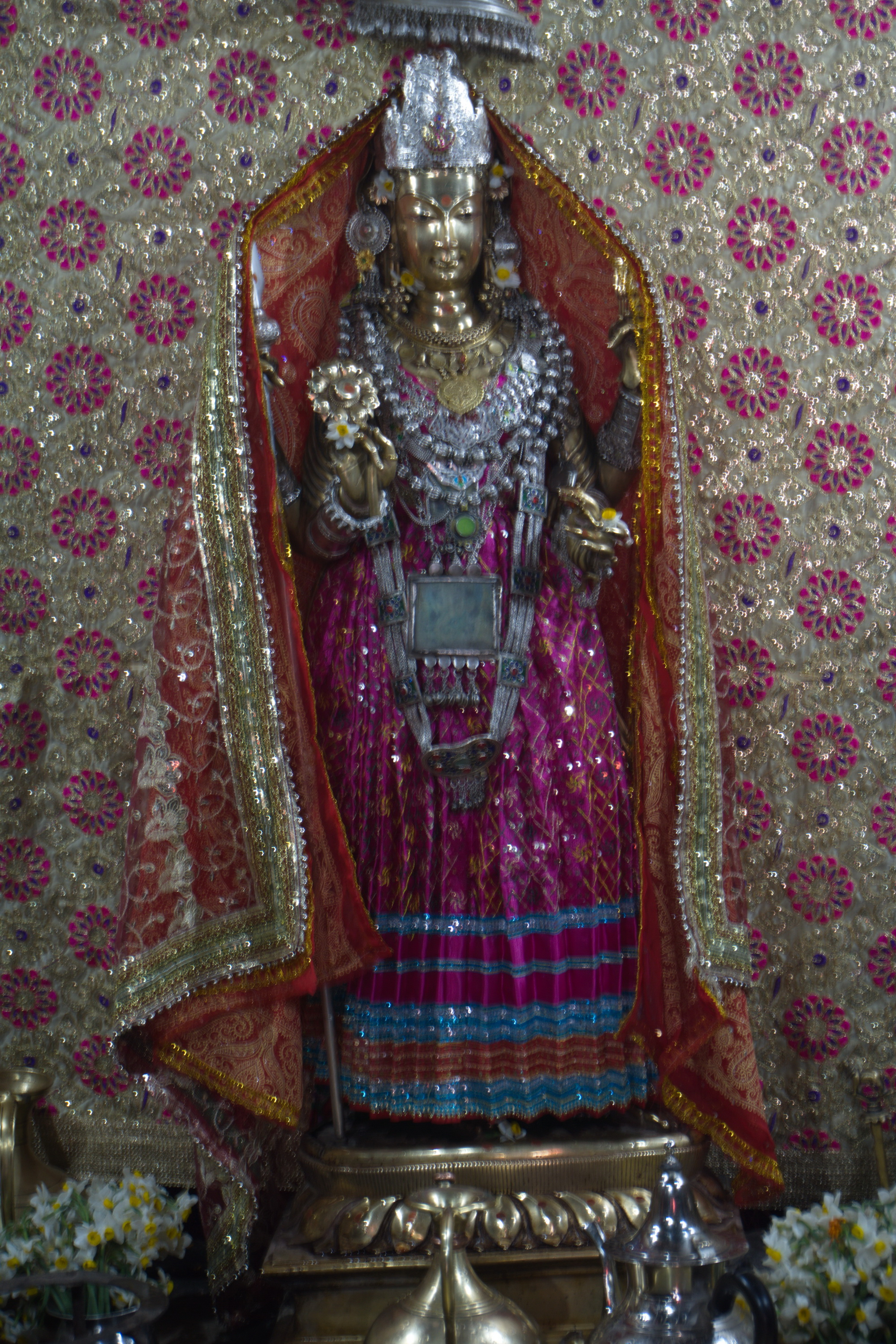
Shakti du 8e siècle en ashtadhatu, dans le temple de Shri Shakti Devi édifié par Raja Meru.

L’ashtadhatu est un alliage de huit métaux également appelé octo-alliage. Il est souvent utilisé pour couler des idoles métalliques pour les temples jain et hindous en Inde,,.
Sa composition est établie dans les Shilpa Shastras (en), une collection de textes anciens qui décrivent les arts, l'artisanat et leurs règles, principes et normes de conception. L'ashtadhatu est utilisé parce qu'il est considéré dans l'hindouisme comme extrêmement pur, « sattvique », et ne se décompose pas. Son usage est limité aux statues des dieux Kubera, Vishnu, Krishna, Rāma et Karttikeya, et des déesses Durga et Lakshmi,. 
Sa composition traditionnelle est or, argent, cuivre, plomb, zinc, étain, fer et antimoine ou mercure,,. Dans le véritable Ashtadhatu, les huit métaux sont en proportions égales (12,5 % chacun).
Parfois, une idole en alliage est appelée Ashtadhatu, même lorsque sa composition exacte n'est pas connue. Les métaux étant mélangés dans des proportions égales, le moulage était très rugueux et devait être soigneusement poli. En raison de leur caractère sacré et de leur rareté, ces idoles pures sont souvent volées,,,.

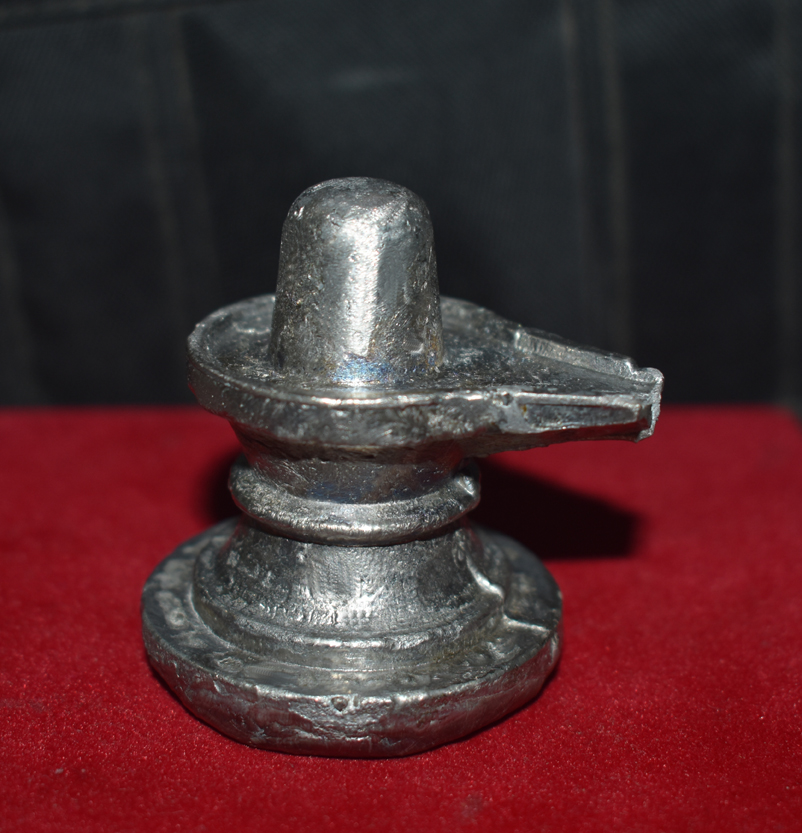
Un lingam en ashtadhatu fabriqué par la société Dhumra Gems. Il comporte les 8 métaux en proportions égales : or, argent, cuivre, mercure, fer, plomb, zinc et étain.